# Allie X
Allie X, Alexandra Ashley Hughes (Oakville, 1985. július 31. –) kanadai énekesnő, dalszerző, képzőművész. Oakville-ben, Ontario államban született. Családja brit származású.

## Pályafutása
Allie X Torontóban és Michiganben nőtt fel. Az Etobicoke School of the Arts-ba járt, majd klasszikus zongorát tanult a michigani Interlochen Művészeti Akadémián. Zenés színházat is tanult. A Sheridan College-on  diplomázott.
Karrierjét a 2000-es évek közepén kezdte Torontóban indie pop előadóként. Helyi bandákban játszott, néhány saját kiadású albumot írt és rögzített. Miután 2013-ban Los Angelesbe költözött, Cirkut és Billboard producerekkel kezdett dolgozni. Sikereres lett el első kislemeze, a „Catch”, amelyet Allie X néven adott ki. A Canadian Hot 100 lista 55. helyére került vele.
2015-ben adta ki első EP-jét, a CollXtion I-t, ezt követte stúdióalbuma, a CollXtion II 2017-ben és a Super Sunset EP 2018-ban. 2019-ben kiadta a Super Sunset analóg verzióját is. 
Második stúdióalbuma, a Cape God 2020. február 21-én jelent meg. Az album a Cape Cod-i kábítószer-kereskedelemről szóló dokumentumfilmen alapul.
Akik hatották rá: az ABBA, Arthur Russell, Björk, Kate Bush, Lady Gaga, Céline Dion, Cyndi Lauper, Mariah Carey, Mark Mothersbaugh, Tom Petty − és az író, Murakami Haruki. Azt is elmondta valahol, hogy a művésznevében szereplő X az algebrai ismeretlent jelenti.

## Albumok
- 2017: CollXtion II
- 2020: Cape God

## Középlemezek
- 2010: Allie Hughes
- 2015: CollXtion I
- 2015: Catch EP
- 2017: CollXtion II: Ʉnsolved
- 2018: Super Sunset
- 2019: Super Sunset

## Kislemezek
- 2012: I Will Love You More
- 2014: Catch
- 2014: Prime
- 2014: Bitch
- 2015: Never Enough
- 2016: Too Much to Dream
- 2016: Purge
- 2016: All the Rage
- 2016: Old Habits Die Hard
- 2016: That’s So Us
- 2016: Misbelieving
- 2016: Alexandra
- 2017: Paper Love
- 2017: Need You
- 2017: Casanova
- 2018: Focus
- 2018: No So Bad in LA
- 2018: Science
- 2018: Little Things
- 2018: Girl of the Year
- 2018: Last Christmas
- 2019: Fresh Laundry
- 2019: Rings a Bell
- 2019: Regulars
- 2019: Love Me Wrong
- 2020: Devil I Know
- 2020: Super Duper Party People
- 2020: Downtown (2020)
- 2021: Glam!
- 2021: Anchor

## Filmszerepek
- 2008: Ma vie de star
- 2008: How Do You Solve a Problem Like Maria? (en)
- 2009: Les Vies rêvées d'Erica Strange
- 2009: Triple Sensation
- 2011: Jessica King
- 2015: RuPaul's Drag Race
- 2016: The Ellen Show
- 2016: RuPaul's Drag Race: All Stars
- 2020: Canada's Drag Race

## Díjak
- 2015: Berlin Music Video Awards; jelölés
- 2017: APRA Music Awards (Australia); jelölés